# Ben Thomas (Eishockeyspieler)
Ben Thomas (* 28. Mai 1996 in Calgary, Alberta) ist ein kanadischer Eishockeyspieler, der seit Oktober 2024 beim HK Poprad aus der slowakischen Extraliga unter Vertrag steht. Zuvor spielte der Verteidiger unter anderem fünf Jahre lang für die Syracuse Crunch in der American Hockey League (AHL) und absolvierte auch fünf Partien für die Tampa Bay Lightning in der National Hockey League (NHL). Mit Tappara wurde er im Jahr 2023 Finnischer Meister und gewann die Champions Hockey League.

## Karriere
Über verschiedene Nachwuchsteams in seiner Heimatstadt Calgary landete Ben Thomas zum Ende der Saison 2012/13 bei den Calgary Hitmen in der Western Hockey League (WHL), einer der Top-Juniorenligen Kanadas. Nachdem er seine erste vollständige Saison in der WHL mit 37 Scorerpunkten aus 78 Partien abgeschlossen hatte, wurde er beim NHL Entry Draft 2014 in der vierten Runde von den Tampa Bay Lightning aus der National Hockey League (NHL) ausgewählt. Im März 2016, der Verteidiger war inzwischen innerhalb der WHL an die Vancouver Giants abgegeben worden, stattete ihn Tampa Bay mit einem Einstiegsvertrag aus und setzte ihn noch in der Spielzeit 2015/16 achtmal bei den Syracuse Crunch, dem Farmteam in der American Hockey League (AHL), ein.
In den folgenden fünf Jahren bis 2021 absolvierte Thomas mehr als 300 Spiele für Syracuse und zog mit dem Team im Frühjahr 2017 ins Finale um den Calder Cup ein, das in sechs Spielen gegen die Grand Rapids Griffins verloren ging. Mit fünf Treffern erzielte er in den Playoffs so viele Tore wie kein anderer Verteidiger der Liga. Eine Chance in der NHL erhielt er dennoch erst am 4. April 2021 in einem Heimspiel der Lightning gegen die Detroit Red Wings. Insgesamt kam er in der Saison 2020/21 auf fünf Einsätze in der NHL, in denen er allerdings ohne Scorerpunkt blieb. 
Nachdem sein Vertrag mit Ende der Spielzeit nicht verlängert worden war, wechselte Thomas im Sommer 2021 nach Europa und schloss sich Leksands IF in der Svenska Hockeyligan (SHL) an. In 32 Spielen erzielte er nur drei Scorerpunkte, woraufhin er im Februar 2022 zum Ligakonkurrenten Växjö Lakers wechselte. Zur Saison 2022/23 unterzeichnete der Kanadier einen Vertrag bei Tappara aus der Liiga. Bei dem Team aus Tampere konnte er seine Punkteausbeute wieder steigern. Die Mannschaft gewann die finnische Meisterschaft und auch das Finale der Champions Hockey League 2022/23 gegen Luleå HF aus Schweden. Im Juni 2023 wurde er für die Spielzeit 2023/24 von den Iserlohn Roosters aus der Deutschen Eishockey Liga (DEL) verpflichtet. Im Oktober 2024 schloss sich Thomas dem HK Poprad aus der slowakischen Extraliga an.

## Erfolge und Auszeichnungen
- 2014 Teilnahme am CHL Top Prospects Game
- 2023 Champions-Hockey-League-Gewinn mit Tappara
- 2023 Finnischer Meister mit Tappara

### International
- 2014 Bronzemedaille bei der U18-Junioren-Weltmeisterschaft 2014

## Karrierestatistik
Stand: Ende der Saison 2023/24

### International
Vertrat Kanada bei:
- U18-Junioren-Weltmeisterschaft 2014

(Legende zur Spielerstatistik: Sp oder GP = absolvierte Spiele; T oder G = erzielte Tore; V oder A = erzielte Assists; Pkt oder Pts = erzielte Scorerpunkte; SM oder PIM = erhaltene Strafminuten; +/− = Plus/Minus-Bilanz; PP = erzielte Überzahltore; SH = erzielte Unterzahltore; GW = erzielte Siegtore; 1 Play-downs/Relegation; Kursiv: Statistik nicht vollständig)